# Bojana Popović
Bojana Popović, z d. Petrović, serb. Бојана Поповић (ur. 20 listopada 1979 w Niszu) – czarnogórska piłkarka ręczna, reprezentantka kraju. Wcześniej reprezentowała Jugosławię oraz Serbię i Czarnogórę. Gra na pozycji rozgrywającej. Od sezonu 2010/2011 występuje w czarnogórskim ŽRK Budućnost T-Mobile.
Wicemistrzyni Olimpijska 2012 z Londynu. Na zakończenie turnieju została wybrana najlepszą lewą rozgrywającą. Piłkarki ręczne z Czarnogóry zdobyły pierwszy w historii medal olimpijski dla swojego kraju, od 2007, kiedy to kraj przyłączył się do MKOl-u. W 2012 razem z Katariną Bulatović została wybrana najlepszym sportowcem Czarnogóry.

## Sukcesy

### klubowe
Mistrzostwa Danii:
- (2003, 2005, 2007, 2008, 2009)
- (2004, 2006)

Puchar Danii:
- (2003, 2007, 2008)

Puchar EHF:
- (2003)

Liga Mistrzyń:
- (2004, 2005, 2007, 2009, 2012)

Mistrzostwa Jugosławii:
- (1999, 2000, 2001, 2002)

Puchar Jugosławii:
- (2000, 2001, 2002)

Mistrzostwa Czarnogóry:
- (2011, 2012)

Puchar Czarnogóry:
- (2011)

Liga Regionalna:
- (2011, 2012)

### reprezentacyjne
Mistrzostwa Świata:
- (2001)

Igrzyska Olimpijskie:
- (2012)

## Nagrody indywidualne
- 2004, 2005, 2007, 2008 – Najlepsza piłkarka ręczna roku w duńskiej lidze
- 2004, 2005, 2007 – Najlepiej strzelająca piłkarka ręczna sezonu Ligi Mistrzyń
- 2004, 2005 – Najlepiej strzelająca piłkarka ręczna sezonu w duńskiej lidze
- 2012 – najlepsza lewa rozgrywająca Igrzysk Olimpijskich w Londynie

## Wyróżnienia
- Zwycięstwo w plebiscycie na najlepszego czarnogórskiego sportowca roku 2012 razem z Katariną Bulatović